# Fiodor Kuźmicz

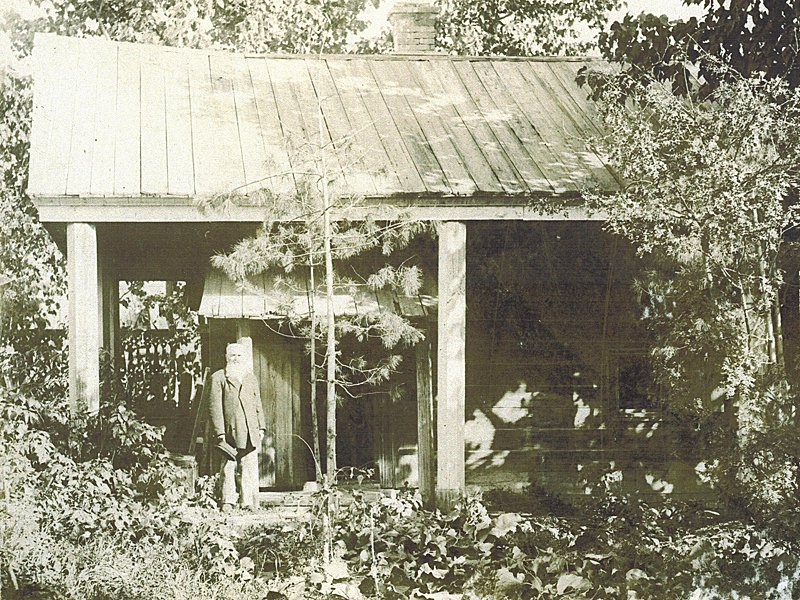
Pustelnia Fiodora Kuźmicza w Tomsku

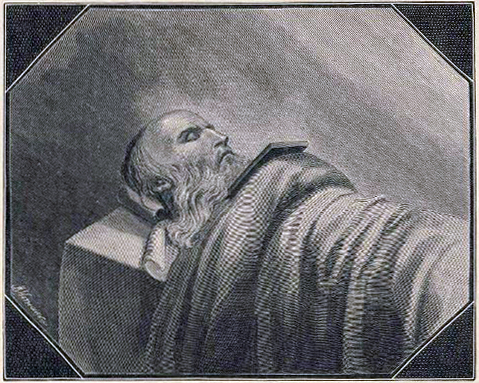
Zwłoki Fiodora Kuźmicza

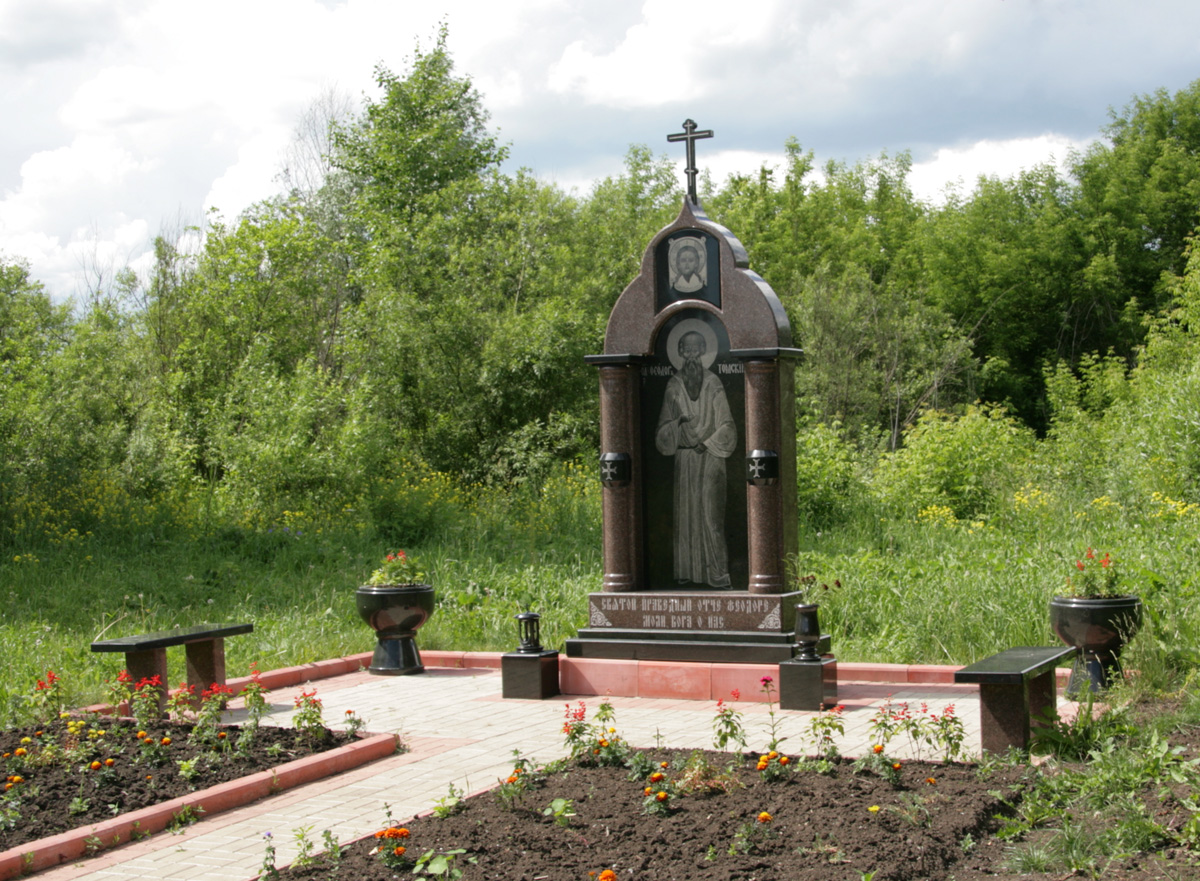
Pomnik Fiodora Kuźmicza w Tomsku

Fiodor Kuźmicz (ros. Фёдор Кузьмич, ur. około 1776/1777, zm. 20 stycznia?/1 lutego 1864 w Tomsku) – rosyjski starzec mnich kanonizowany przez Rosyjski Kościół Prawosławny w 1984 roku. Istnieje legenda, która głosi, że był to cesarz Rosji Aleksander I Romanow, który sfingował swoją śmierć w 1825 roku, aby zostać pustelnikiem.

## Życiorys
Nie ma żadnych relacji o wczesnym życiu Fiodora Kuźmicza. Pierwszy odnotowany incydent z jego udziałem miał miejsce 4 września 1836 roku w Permie. Jego dziwny wygląd zaalarmował miejscowego kowala, który skontaktował się z władzami. Opisywano go jako wysokiego, około 60-letniego mężczyznę ze śladami biczowania na plecach. Kuźmicz nie posiadał żadnych dokumentów, w związku z czym władze go aresztowały. Podczas przesłuchania twierdził, że jest analfabetą, wyznaje prawosławie i nie pamięta swojego dzieciństwa. Sąd orzekł, że ze względu na brak dokumentów zostanie zesłany do syberyjskiego miasta Tomsk. Podczas podróży wyjątkowo nie krępowały go kajdany.

Z historii wynika, że Kuźmicz wiódł ascetyczne życie, śpiąc na gołej desce w pustelni i ubrany był jedynie w proste ubrania. Ze względu na dziwny wygląd i maniery Kuźmicza mieszkańcy zakładali, że jego poprzednie życie znacznie różniło się od obecnego. Kuźmiczowi przypisywano wiele cudów przed i po jego śmierci. Zapytany o swoje dotychczasowe życie odpowiedział: 

Dlaczego myślisz, że moja sytuacja jest teraz gorsza niż kiedyś? W tej chwili jestem wolny, niezależny i co najważniejsze – swobodny. Wcześniej mój spokój i szczęście zależało od wielu warunków: trzeba było dbać o moich bliskich, cieszących się tym samym szczęściem co ja, aby moi przyjaciele mnie nie oszukali... Teraz nie ma z tego nic poza tym, co zawsze pozostanie ze mną – z wyjątkiem słów mojego Boga, z wyjątkiem miłości do Zbawiciela i bliźniego. Teraz nie mam już smutku i rozczarowania, bo nie jestem zależny od niczego ziemskiego, ani od niczego, co nie jest w mojej mocy. Nie rozumiesz, czym jest szczęście w tej wolności ducha, w tej nieziemskiej radości. Gdybyś przywrócił mnie do dawnego stanu i uczynił na nowo stróżem ziemskiego bogactwa, przemijającego i już mi zupełnie niepotrzebnego, byłbym człowiekiem nieszczęśliwym. Im bardziej nasze ciało będzie wypielęgnowane, tym bardziej słabnie nasz duch. Każdy luksus relaksuje nasze ciało i osłabia naszą duszę.

## Legenda
Według relacji w 1837 roku odwiedził go carewicz Aleksander, zaś carewicz Mikołaj udał się na jego grób w 1893 roku. Pogłoski o pustym grobowcu cara Aleksandra I krążą od 1866 roku. Według legendy grób był otwierany czterokrotnie, ostatni raz w 1921 roku, kiedy władze sowieckie rzekomo otworzyły jego grób w poszukiwaniu cennych metali. W każdym przypadku ogłaszano, że grób był pusty lub nosił ślady manipulacji.
Podejrzewa się, że Aleksander I sfingował swoją śmierć z powodu poczucia winy za śmierć swojego ojca Pawła I w wyniku spisku. Dlatego miałby zrzec się tronu i szukać przebaczenia za pozwolenie na śmierć ojca. Do prominentnych gości Fiodora Kuźmicza zaliczali się biskup moskiewski Innocenty, ojciec Piotr Popow i biskup Atanazy. Ponadto według doniesień Kuźmicz znał język francuski, opowiadał o życiu w Petersburgu i Moskwie, a o prominentnych osobistościach mówił tak, jakby byli jego przyjaciółmi. Dodatkowo znał wiele szczegółów dotyczących wojny z Napoleonem w roku 1812. W tym czasie krążyło wiele plotek, że Kuźmicz to w rzeczywistości Aleksander I. Na łożu śmierci ksiądz podobno zapytał go, czy rzeczywiście jest byłym cesarzem Rosji. W odpowiedzi Kuźmicz powiedział: „Przedziwne są Twoje dzieła, Panie... Nie ma tajemnicy, która nie byłaby odkryta”.
Wśród powodów potwierdzających przekonanie, że Aleksander I sfingował swoją śmierć, można wymienić podobieństwa między Aleksandrem a Kuźmiczem. Swietłana Siemionowa, prezes Rosyjskiego Towarzystwa Grafologicznego, przeanalizowała charakter pisma Aleksandra i Kuźmicza i doszła do wniosku, że jest ono takie same. Co więcej, krążą pogłoski, że rok po śmierci Aleksandra również jego żona cesarzowa Elżbieta Aleksiejewna, sfingowała swoją śmierć i została zakonnicą w Petersburgu.

W swoim opowiadaniu Pośmiertne zapiski starca Fiodora Kuźmicza autor Lew Tołstoj nawiązał do legendy, pisząc: 

Po śmierci mnicha pogłoski te tylko się rozeszły i przybrały na sile. Nie tylko zwykli ludzie w nie uwierzyli, ale także wielu przedstawicieli elity, w tym rodzina cara Aleksandra III. Powody tych pogłosek były następujące: Aleksander zmarł niespodziewanie, nie cierpiał wcześniej na jakąkolwiek chorobę, zmarł daleko od domu, w odległym miejscu Taganrogu, a kiedy włożono go do trumny, wielu, którzy go widzieli, twierdziło, że bardzo się zmienił, dlatego trumna została szybko zapieczętowana. Wiadomo, że Aleksander powiedział i napisał, że bardzo chciał opuścić swoje stanowisko i trzymać się z daleka od tego świata.